# 23814 Bethanylynne
23814 Bethanylynne este un asteroid din centura principală de asteroizi.

## Descriere
23814 Bethanylynne este un asteroid din centura principală de asteroizi. A fost descoperit pe 17 august 1998 la Socorro, New Mexico, în cadrul proiectului LINEAR. Asteroidul prezintă o orbită caracterizată de o semiaxă mare de 2,78 ua, o excentricitate de 0,07 și o înclinație de 1,6° în raport cu ecliptica.